# Вережун
Вережун (рус. Вережун) језеро је моренског порекла на северозападу европског дела Руске Федерације, односно на западу Тверске области. Налази се на територији Западнодвинског рејона и кроз његов источни део протиче река Западна Двина. Језеро је моренског порекла.
Језеро је издужено у правцу запад-исток са максималном дужином од 4,1 километра, док му је максимална ширина до 2,1 км. Обухвата акваторију површине 5,2 км², а укупна дужина обалне линије је 13 километара. Површина језера лежи на надморској висини од 173 метра.
Обале су релативно високе и суве и на њима се налази неколико заселака.